# Красногорлый манакиновый плодоед
Красного́рлый манаки́новый плодое́д (лат. Pipreola chlorolepidota) — вид птиц из семейства котинговых. Обитает в Южной Америке.

## Описание

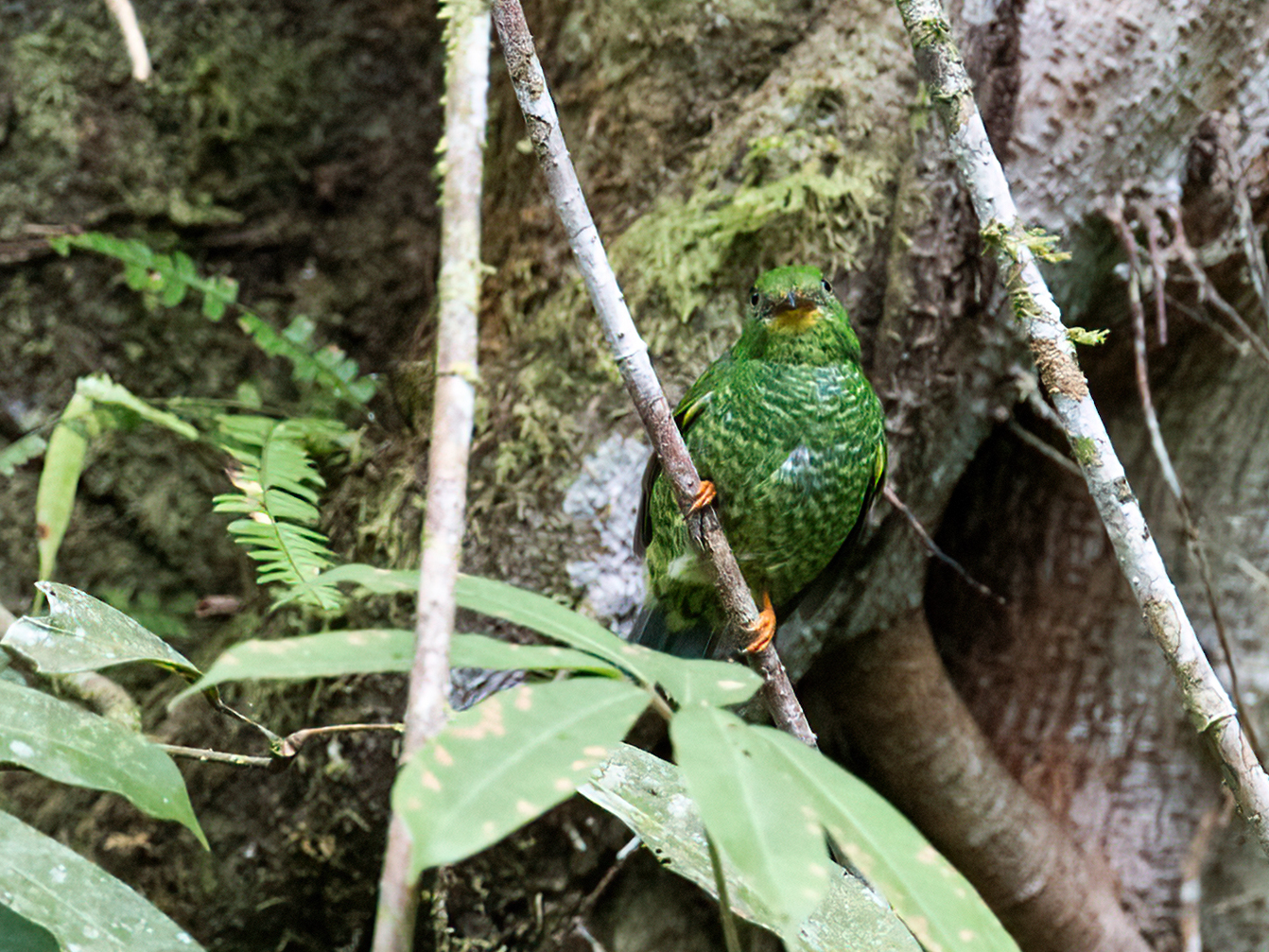
Самка

Длина около 13 см. Голова и спина зелёного цвета. Радужная оболочка голубая или серовато-белая. Ноги оранжевые. Выражен половой диморфизм в окраске оперения. У самцов горло и верхняя часть груди ярко-алого цвета; брюхо зелёное, в нижней части становится желтоватым; клюв лососевого цвета. У самок грудь тёмно-зелёная; брюхо зеленоватое и желтоватое; клюв черноватый.

## Питание
Питается фруктами, ягодами и другими плодами, а также беспозвоночными.

## Размножение
Кладка состоит из двух яиц кремового цвета с пятнами.
Могут выводить потомство круглый год. Гнезда сделаны из веточек, мха и мелких корней.

## Распространение
Красногорлый манакиновый плодоед встречается в восточных предгорьях Анд от южной Колумбии и Эквадора до севера и центра Перу на юг до Паско.